# Peyrusse-Vieille
Pour les articles homonymes, voir Vieille et Peyrusse (homonymie).
Peyrusse-Vieille (Peirussa Vielha en gascon) est une commune française située dans l'ouest du département du Gers, en région Occitanie. Sur le plan historique et culturel, la commune est dans le pays de Rivière-Basse, un territoire qui s’allonge dans la moyenne vallée de l’Adour, à l’endroit où le fleuve marque un coude entre Bigorre et Gers.
Exposée à un climat océanique altéré, elle est drainée par la Douze, le Petit Midour et par divers autres petits cours d'eau. La commune possède un patrimoine naturel remarquable composé de deux zones naturelles d'intérêt écologique, faunistique et floristique.
Peyrusse-Vieille est une commune rurale qui compte 64 habitants en 2022, après avoir connu un pic de population de 480 habitants en 1846.  Ses habitants sont appelés les Peyrussiens ou  Peyrussiennes.
Le patrimoine architectural de la commune comprend un immeuble protégé au titre des monuments historiques : l'église Saint-André, inscrite en 1949.

## Géographie

### Localisation
Peyrusse-Vieille est une commune de Gascogne située dans l'Armagnac.

### Communes limitrophes
Les communes limitrophes sont  Couloumé-Mondebat, Gazax-et-Baccarisse, Louslitges, Peyrusse-Grande et Saint-Pierre-d'Aubézies.
|                   | Saint-Pierre-d'Aubézies |                 |
| Couloumé-Mondebat | Peyrusse-Vieille        | Peyrusse-Grande |
| Louslitges        | Gazax-et-Baccarisse     |                 |

Au nord-est, le territoire de Lupiac n'est distant que de 50 mètres environ.

### Géologie et relief
Peyrusse-Vieille se situe en zone de sismicité 2 (sismicité faible).

Paysage
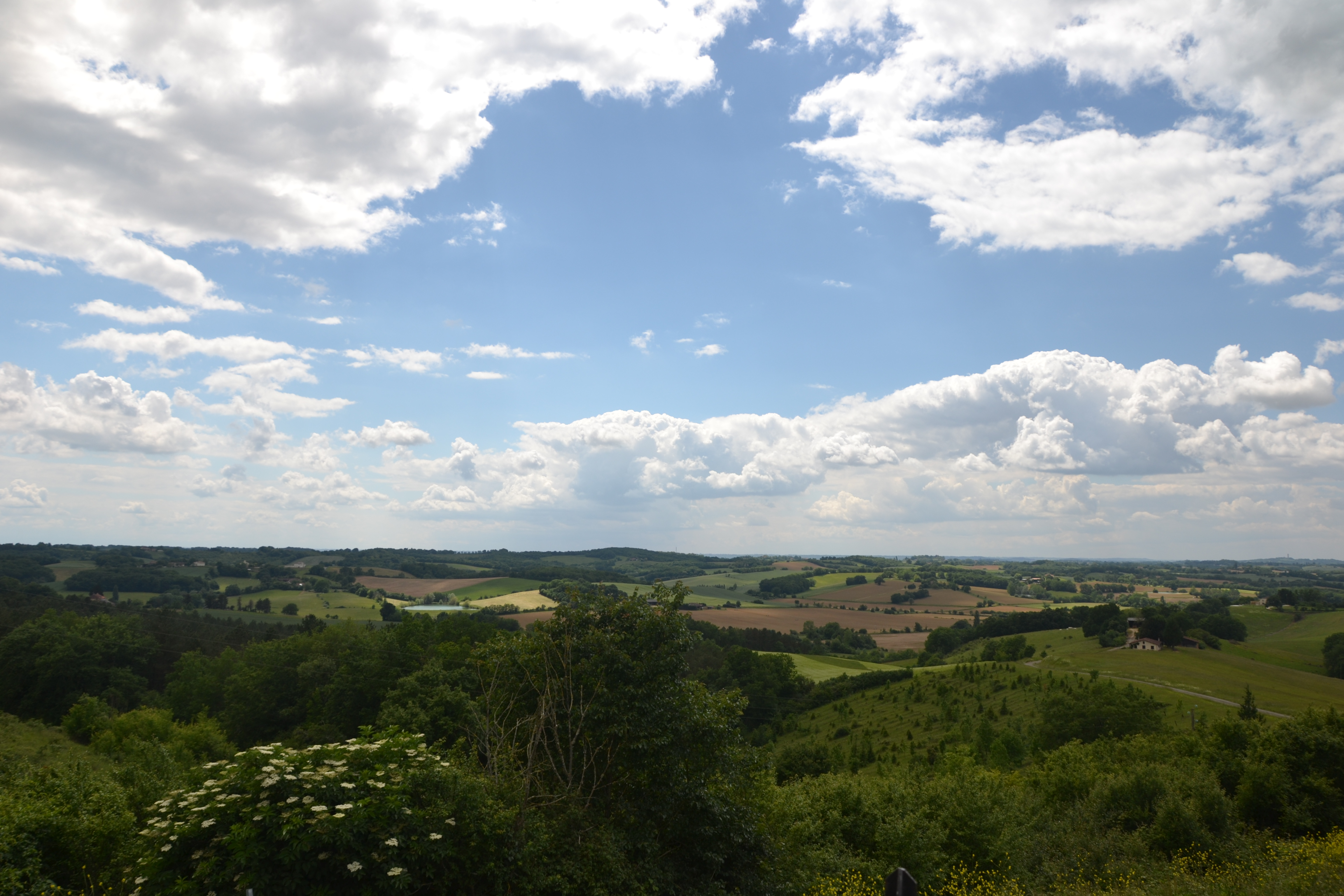
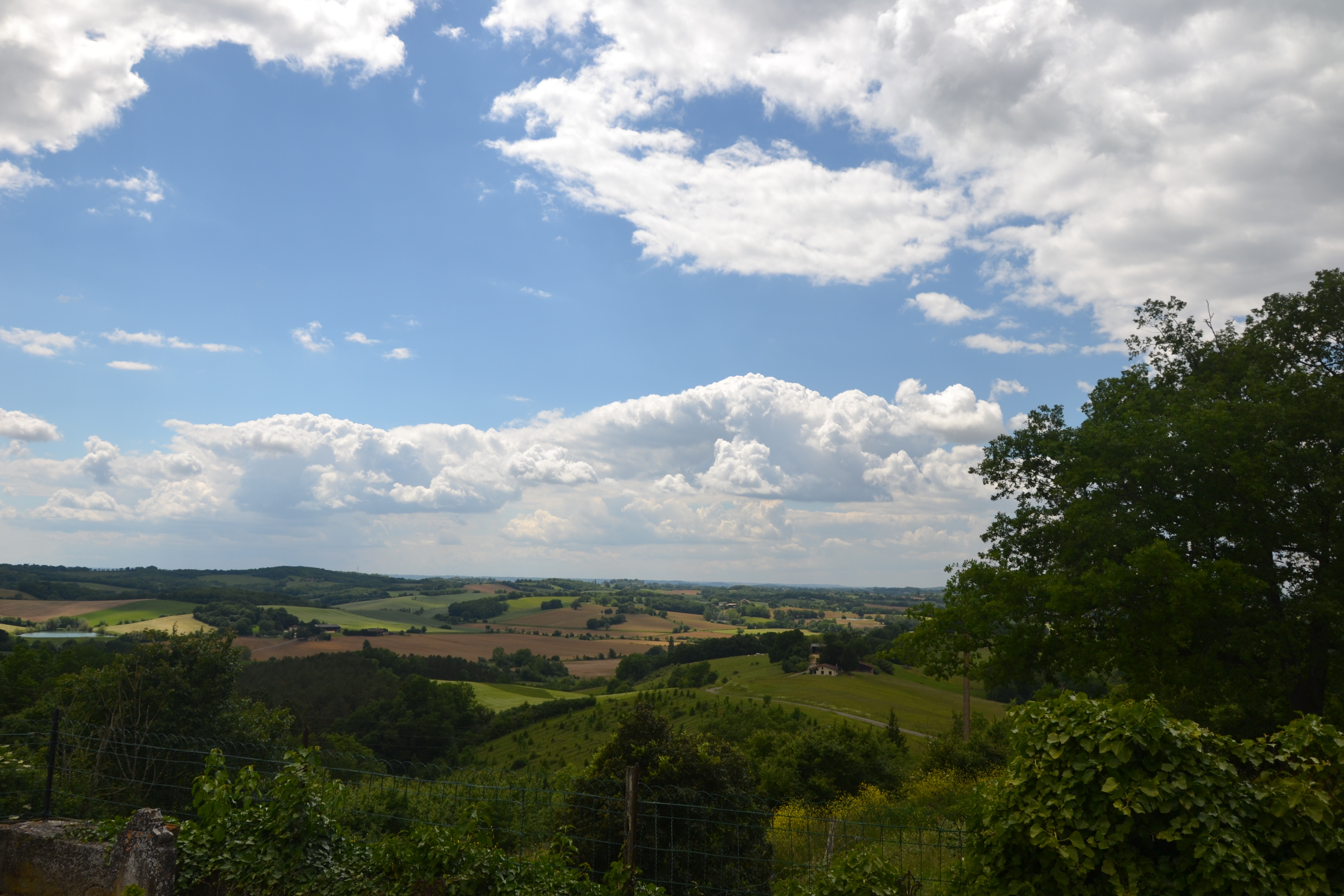

### Hydrographie

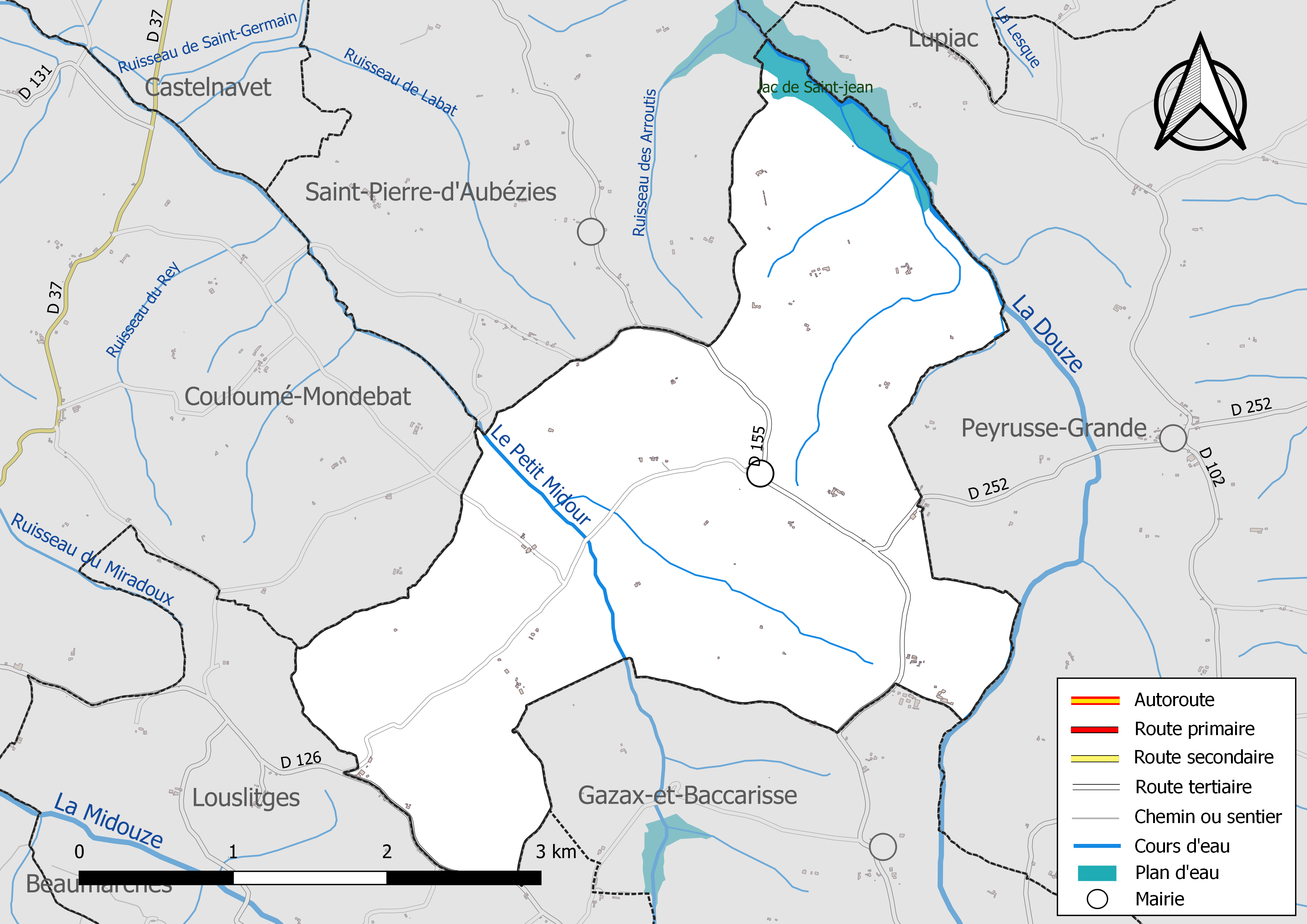
Réseaux hydrographique et routier de Peyrusse-Vieille.

La commune est dans le bassin de l'Adour, au sein du bassin hydrographique Adour-Garonne. Elle est drainée par la Douze et le Petit Midour et par divers petits cours d'eau, qui constituent un réseau hydrographique de 11 km de longueur totale,.
La Douze, d'une longueur totale de 123,5 km, prend sa source dans la commune de Gazax-et-Baccarisse et s'écoule du sud-est vers le nord-ouest puis vers le sud. Elle traverse la commune et se jette dans la Midouze à Mont-de-Marsan, après avoir traversé 34 communes.
Le Petit Midour, d'une longueur totale de 24,1 km, prend sa source dans la commune de Gazax-et-Baccarisse et s'écoule du sud-est vers le nord-ouest. Il traverse la commune et se jette dans la Midouze à Bétous, après avoir traversé 12 communes.

### Climat
Pour des articles plus généraux, voir Climat de l'Occitanie et Climat du Gers.
En 2010, le climat de la commune est de type climat océanique altéré, selon une étude s'appuyant sur une série de données couvrant la période 1971-2000. En 2020, Météo-France publie une typologie des climats de la France métropolitaine dans laquelle la commune est toujours exposée à un climat océanique altéré et est dans la région climatique Aquitaine, Gascogne, caractérisée par une pluviométrie abondante au printemps, modérée en automne, un faible ensoleillement au printemps, un été chaud (19,5 °C), des vents faibles, des brouillards fréquents en automne et en hiver et des orages fréquents en été (15 à 20 jours).
Pour la période 1971-2000, la température annuelle moyenne est de 13,1 °C, avec une amplitude thermique annuelle de 14,8 °C. Le cumul annuel moyen de précipitations est de 942 mm, avec 10,8 jours de précipitations en janvier et 7,3 jours en juillet. Pour la période 1991-2020, la température moyenne annuelle observée sur la station météorologique la plus proche, située sur la commune de Peyrusse-Grande à 3 km à vol d'oiseau, est de 13,7 °C et le cumul annuel moyen de précipitations est de 835,1 mm,. Pour l'avenir, les paramètres climatiques de la commune estimés pour 2050 selon différents scénarios d'émission de gaz à effet de serre sont consultables sur un site dédié publié par Météo-France en novembre 2022.

### Milieux naturels et biodiversité
L’inventaire des zones naturelles d'intérêt écologique, faunistique et floristique (ZNIEFF) a pour objectif de réaliser une couverture des zones les plus intéressantes sur le plan écologique, essentiellement dans la perspective d’améliorer la connaissance du patrimoine naturel national et de fournir aux différents décideurs un outil d’aide à la prise en compte de l’environnement dans l’aménagement du territoire.
Une ZNIEFF de type 1 est recensée sur la commune :
le « lac de Saint-Jean et forêt de Peyrusse-Grande » (243 ha), couvrant 4 communes du département et une ZNIEFF de type 2, : 
« la Douze et milieux annexes » (11 575 ha), couvrant 29 communes dont 26 dans le Gers et trois dans les Landes.

Carte des ZNIEFF de type 1 et 2 à Peyrusse-Vieille.
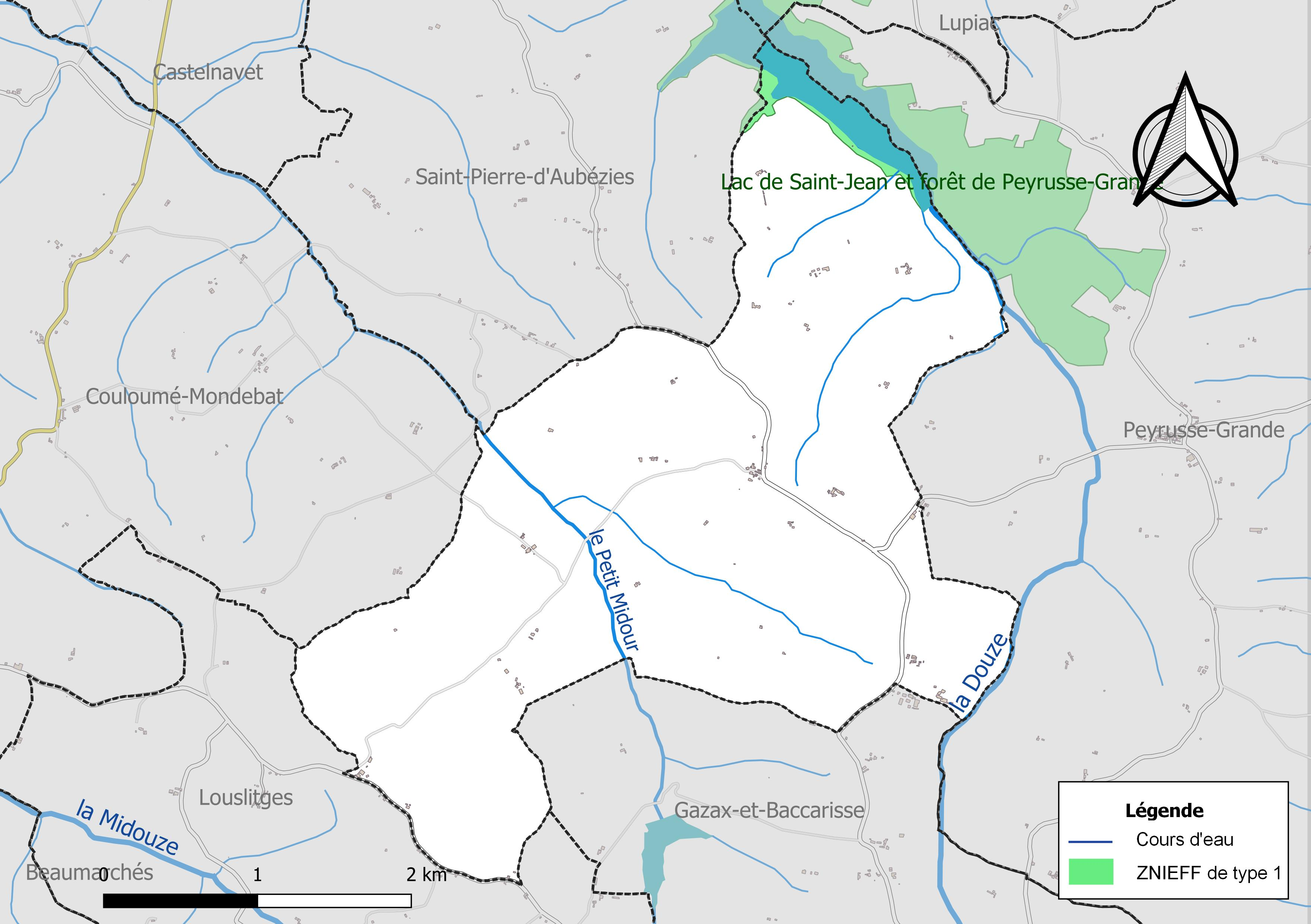
Carte de la ZNIEFF de type 1 sur la commune.
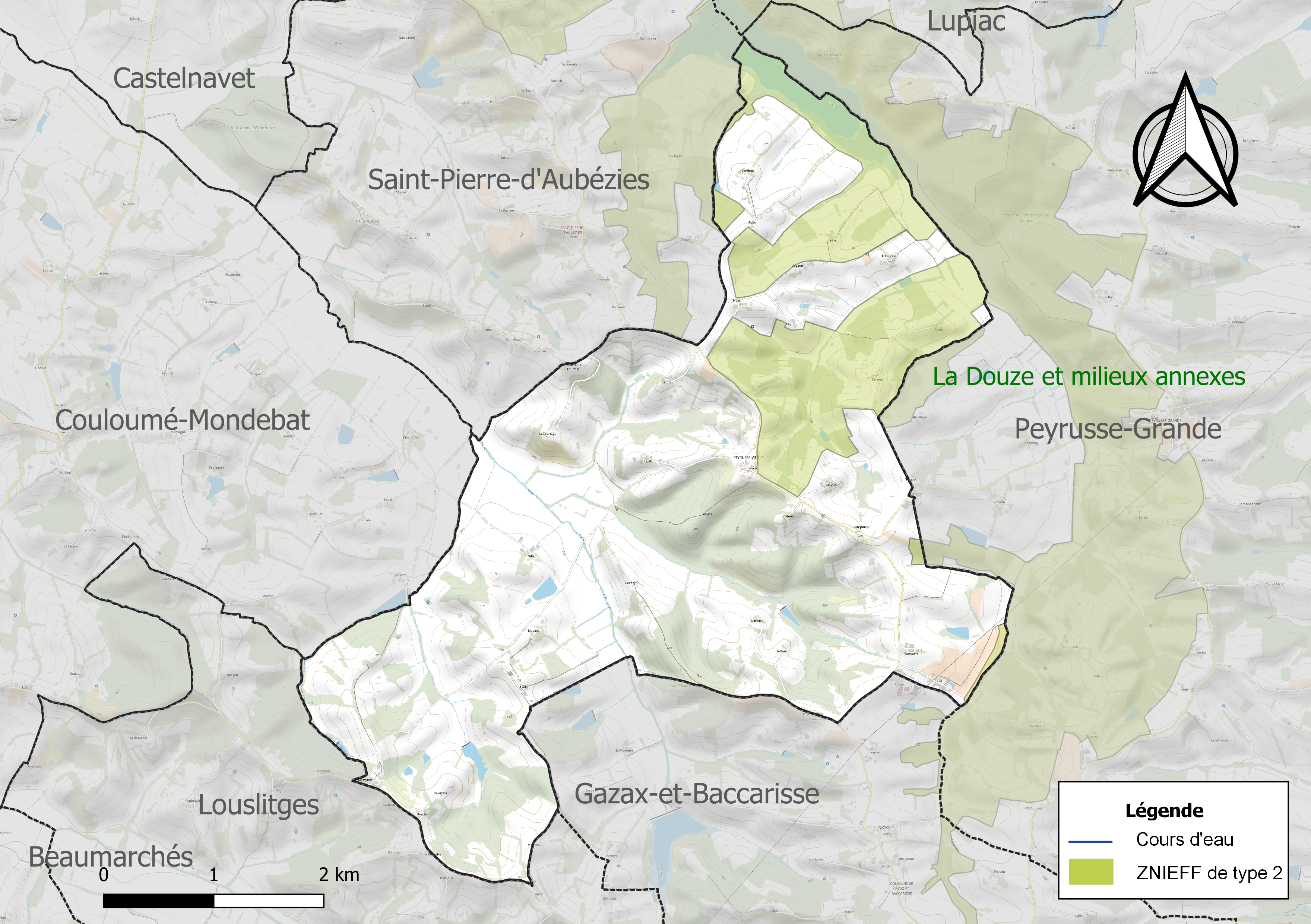
Carte de la ZNIEFF de type 2 sur la commune.

## Urbanisme

### Typologie
Au 1er janvier 2024, Peyrusse-Vieille est catégorisée commune rurale à habitat très dispersé, selon la nouvelle grille communale de densité à sept niveaux définie par l'Insee en 2022.
Elle est située hors unité urbaine et hors attraction des villes,.

### Occupation des sols
L'occupation des sols de la commune, telle qu'elle ressort de la base de données européenne d’occupation biophysique des sols Corine Land Cover (CLC), est marquée par l'importance des territoires agricoles (83,9 % en 2018), une proportion sensiblement équivalente à celle de 1990 (84,4 %). La répartition détaillée en 2018 est la suivante : 
prairies (39,8 %), zones agricoles hétérogènes (24,9 %), terres arables (19,1 %), forêts (13,9 %), eaux continentales (2,2 %). L'évolution de l’occupation des sols de la commune et de ses infrastructures peut être observée sur les différentes représentations cartographiques du territoire : la carte de Cassini (XVIIIe siècle), la carte d'état-major (1820-1866) et les cartes ou photos aériennes de l'IGN pour la période actuelle (1950 à aujourd'hui).

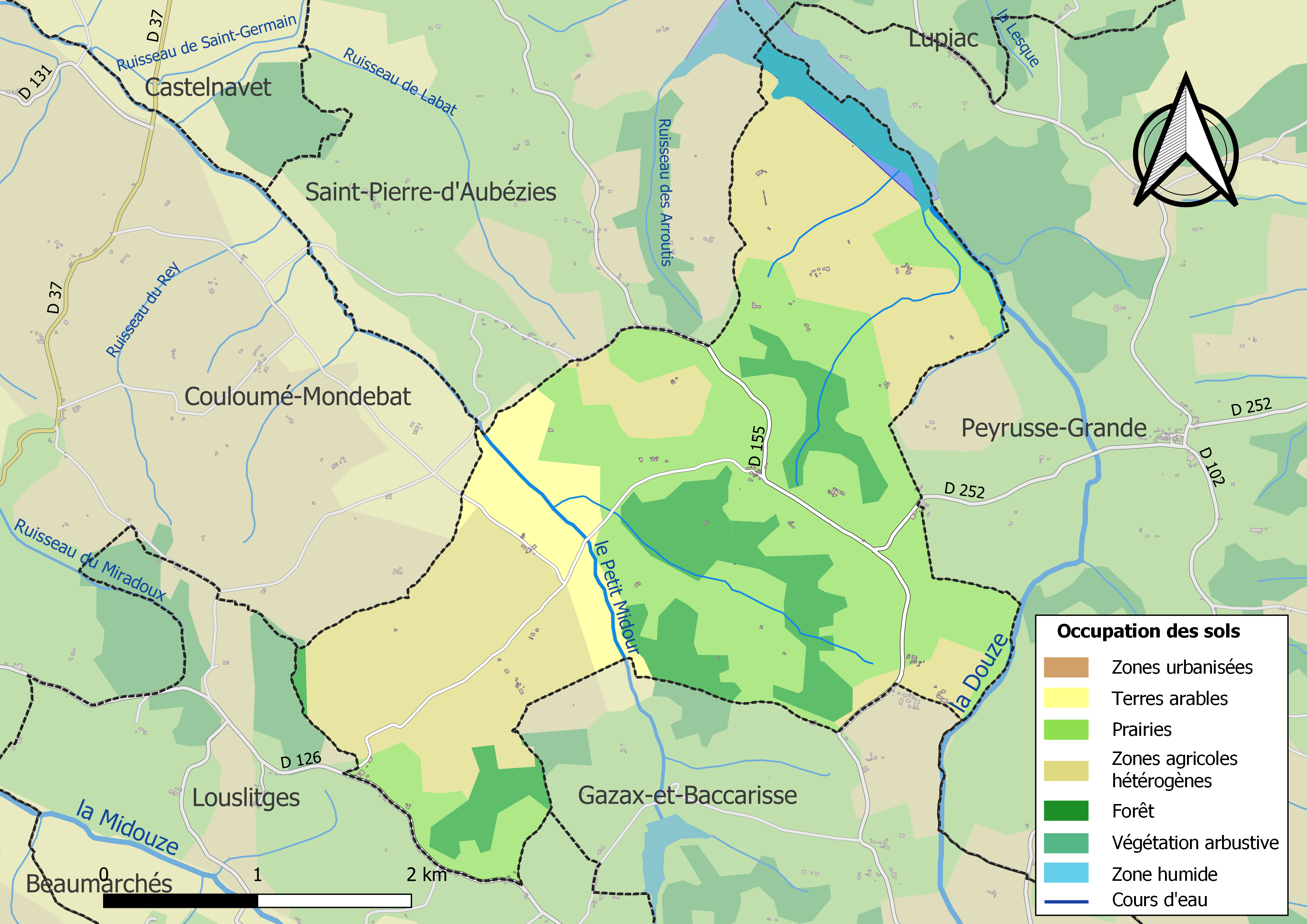
Carte des infrastructures et de l'occupation des sols de la commune en 2018 (CLC).

### Risques majeurs
Le territoire de la commune de Peyrusse-Vieille est vulnérable à différents aléas naturels : météorologiques (tempête, orage, neige, grand froid, canicule ou sécheresse) et séisme (sismicité faible). Un site publié par le BRGM permet d'évaluer simplement et rapidement les risques d'un bien localisé soit par son adresse soit par le numéro de sa parcelle.

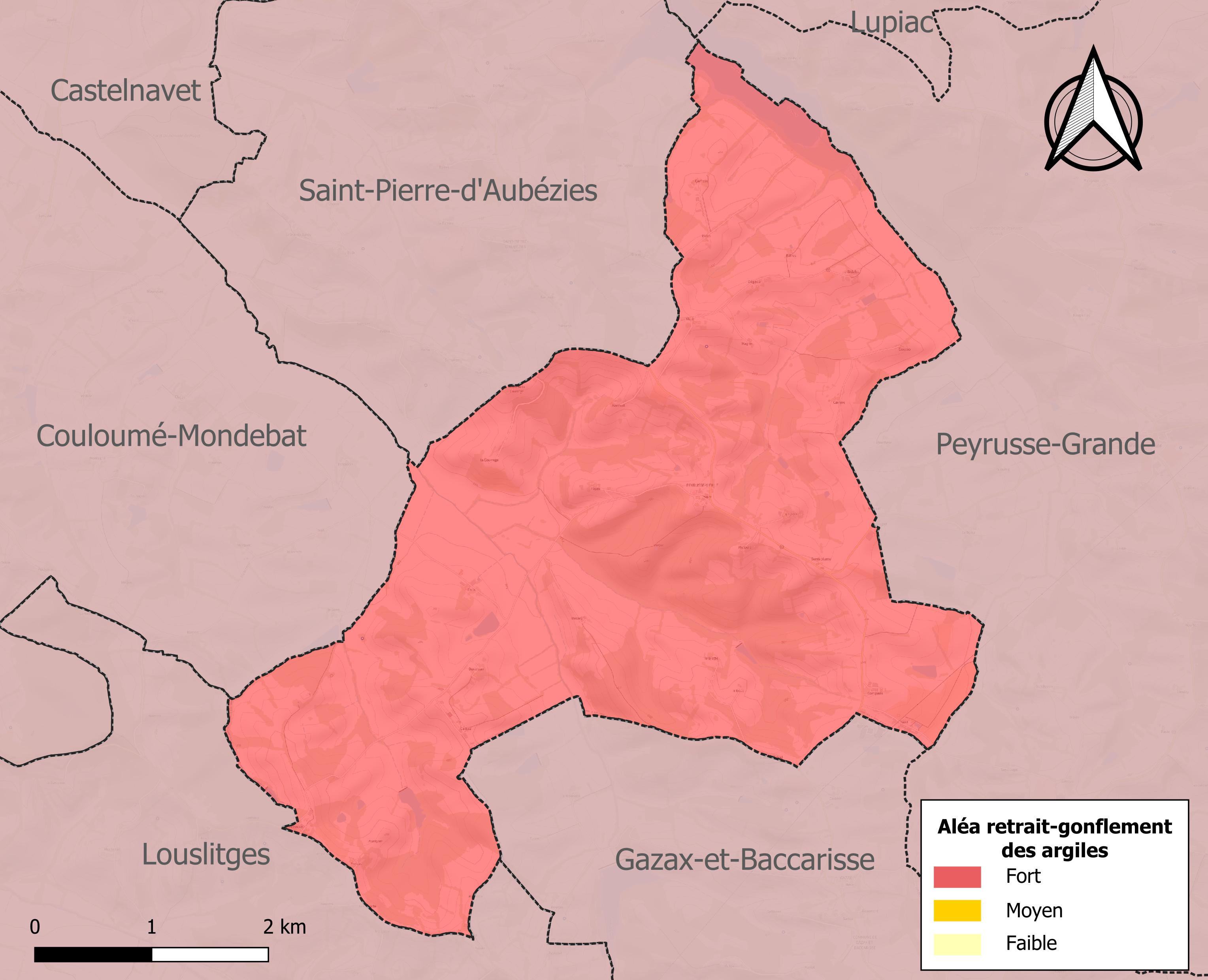
Carte des zones d'aléa retrait-gonflement des sols argileux de Peyrusse-Vieille.

Le retrait-gonflement des sols argileux est susceptible d'engendrer des dommages importants aux bâtiments en cas d’alternance de périodes de sécheresse et de pluie. La totalité de la commune est en aléa moyen ou fort (94,5 % au niveau départemental et 48,5 % au niveau national). Sur les 48 bâtiments dénombrés sur la commune en 2019, 48 sont en aléa moyen ou fort, soit 100 %, à comparer aux 93 % au niveau départemental et 54 % au niveau national. Une cartographie de l'exposition du territoire national au retrait gonflement des sols argileux est disponible sur le site du BRGM,.
Par ailleurs, afin de mieux appréhender le risque d’affaissement de terrain, l'inventaire national des cavités souterraines permet de localiser celles situées sur la commune.
La commune a été reconnue en état de catastrophe naturelle au titre des dommages causés par les inondations et coulées de boue survenues en 1983, 1999 et 2009. Concernant les mouvements de terrains, la commune a été reconnue en état de catastrophe naturelle au titre des dommages causés par la sécheresse en 1989, 1993 et 2012 et par des mouvements de terrain en 1999.

## Politique et administration

### Liste des maires
| Période                                  | Période  | Identité          | Étiquette | Qualité              |
| ---------------------------------------- | -------- | ----------------- | --------- | -------------------- |
| mars 2001                                | 2008     | Yves Martinez     |           |                      |
| 2008                                     | 2020     | Robert Borderes   | DVD       | Agriculteur retraité |
| 2020                                     | En cours | Brigitte Serralta |           |                      |
| Les données manquantes sont à compléter. |          |                   |           |                      |

## Population et société

### Démographie
L'évolution du nombre d'habitants est connue à travers les recensements de la population effectués dans la commune depuis 1793. Pour les communes de moins de 10 000 habitants, une enquête de recensement portant sur toute la population est réalisée tous les cinq ans, les populations de référence des années intermédiaires étant quant à elles estimées par interpolation ou extrapolation. Pour la commune, le premier recensement exhaustif entrant dans le cadre du nouveau dispositif a été réalisé en 2007.

En 2022, la commune comptait 64 habitants, en évolution de −12,33 % par rapport à 2016 (Gers : +1,04 %, France hors Mayotte : +2,11 %).
| 1793 | 1800 | 1806 | 1821 | 1831 | 1841 | 1846 | 1851 | 1856 |
| ---- | ---- | ---- | ---- | ---- | ---- | ---- | ---- | ---- |
| 212  | 222  | 264  | 226  | 285  | 475  | 480  | 382  | 385  |

| 1861 | 1866 | 1872 | 1876 | 1881 | 1886 | 1891 | 1896 | 1901 |
| ---- | ---- | ---- | ---- | ---- | ---- | ---- | ---- | ---- |
| 402  | 406  | 340  | 334  | 302  | 289  | 254  | 234  | 215  |

| 1906 | 1911 | 1921 | 1926 | 1931 | 1936 | 1946 | 1954 | 1962 |
| ---- | ---- | ---- | ---- | ---- | ---- | ---- | ---- | ---- |
| 209  | 196  | 188  | 172  | 177  | 151  | 159  | 119  | 136  |

| 1968 | 1975 | 1982 | 1990 | 1999 | 2006 | 2007 | 2012 | 2017 |
| ---- | ---- | ---- | ---- | ---- | ---- | ---- | ---- | ---- |
| 143  | 113  | 111  | 99   | 78   | 72   | 71   | 74   | 70   |

| 2022 | - | - | - | - | - | - | - | - |
| ---- | - | - | - | - | - | - | - | - |
| 64   | - | - | - | - | - | - | - | - |

## Économie

### Emploi
|                | 2008  | 2013   | 2018   |
| -------------- | ----- | ------ | ------ |
| Commune        | 4,9 % | 12,5 % | 14,7 % |
| Département    | 6,1 % | 7,5 %  | 8,2 %  |
| France entière | 8,3 % | 10 %   | 10 %   |

En 2018, la population âgée de 15 à 64 ans s'élève à 33 personnes, parmi lesquelles on compte 88,2 % d'actifs (73,5 % ayant un emploi et 14,7 % de chômeurs) et 11,8 % d'inactifs,. En  2018, le taux de chômage communal (au sens du recensement) des 15-64 ans est supérieur à celui du département et de la France, alors qu'en 2008 la situation était inverse.
La commune est hors attraction des villes,. Elle compte 20 emplois en 2018, contre 20 en 2013 et 23 en 2008. Le nombre d'actifs ayant un emploi résidant dans la commune est de 27, soit un indicateur de concentration d'emploi de 71,9 % et un taux d'activité parmi les 15 ans ou plus de 56,9 %.
Sur ces 27 actifs de 15 ans ou plus ayant un emploi, 12 travaillent dans la commune, soit 43 % des habitants. Pour se rendre au travail, 60,7 % des habitants utilisent un véhicule personnel ou de fonction à quatre roues, 3,6 % s'y rendent en deux-roues, à vélo ou à pied et 35,7 % n'ont pas besoin de transport (travail au domicile).

### Activités hors agriculture
8 établissements sont implantés  à Peyrusse-Vieille au 31 décembre 2019.
Le secteur des activités immobilières est prépondérant sur la commune puisqu'il représente 25 % du nombre total d'établissements de la commune (2 sur les 8 entreprises implantées  à Peyrusse-Vieille), contre 5,2 % au niveau départemental.

### Agriculture
La commune est dans le « Haut-Armagnac », une petite région agricole occupant le centre du département du Gers. En 2020, l'orientation technico-économique de l'agriculture  sur la commune est la polyculture et/ou le polyélevage.
|               | 1988 | 2000 | 2010  | 2020 |
| ------------- | ---- | ---- | ----- | ---- |
| Exploitations | 15   | 14   | 13    | 10   |
| SAU (ha)      | 941  | 946  | 1 006 | 655  |

Le nombre d'exploitations agricoles en activité et ayant leur siège dans la commune est passé de 15 lors du recensement agricole de 1988  à 14 en 2000 puis à 13 en 2010 et enfin à 10 en 2020, soit une baisse de 33 % en 32 ans. Le même mouvement est observé à l'échelle du département qui a perdu pendant cette période 51 % de ses exploitations,. La surface agricole utilisée sur la commune a également diminué, passant de 941 ha en 1988 à 655 ha en 2020. Parallèlement la surface agricole utilisée moyenne par exploitation a augmenté, passant de 63 à 66 ha.

## Culture locale et patrimoine

### Lieux et monuments
- L'observatoire du lac Saint-Jean.
- L'église Saint-André du XIIe siècle est bâtie en bel appareil régulier moyen. Son chevet est plat. Il est muni de deux étroites fenêtres romanes. Le portail est aussi de style roman. Il est décoré d'une corniche à damiers et d'un chrisme. La nef unique est prolongée par un chœur avec des arcatures et une voûte en pierre en berceau. L'église abrite un mobilier du XIXe siècle, dû aux ciseaux d'un paysan du lieu. L'église Saint-André est le témoin du goût persistant gardé dans la région pour certaines traditions architecturales anciennes : plan très simple de l'église qui se réduit à un sanctuaire à peu près carré et à une nef rectangulaire un peu plus large ; absence de contreforts ; arcatures du chœur reposant sur des pilastres dépourvus de tout décor ; voussures nues du portail ; chrisme circulaire positionné au-dessus du tympan d'une simplicité extrême. À noter, qu'à une époque récente, il a été rajouté au sud de la nef une petite chapelle rectangulaire conçue de la même manière que le sanctuaire. L'édifice est inscrit à l'inventaire des monuments historiques depuis 1949[30].

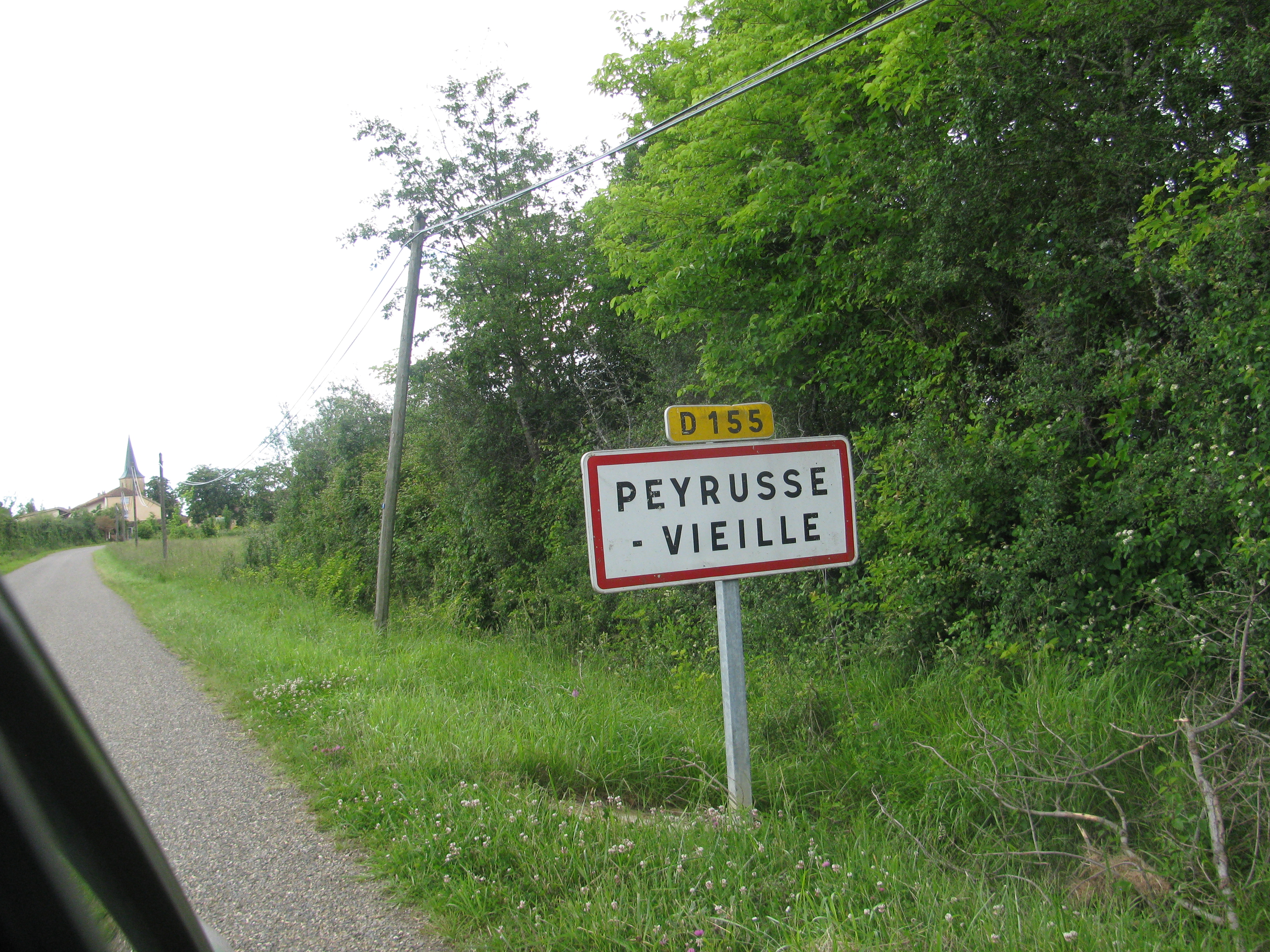
L'entrée du village
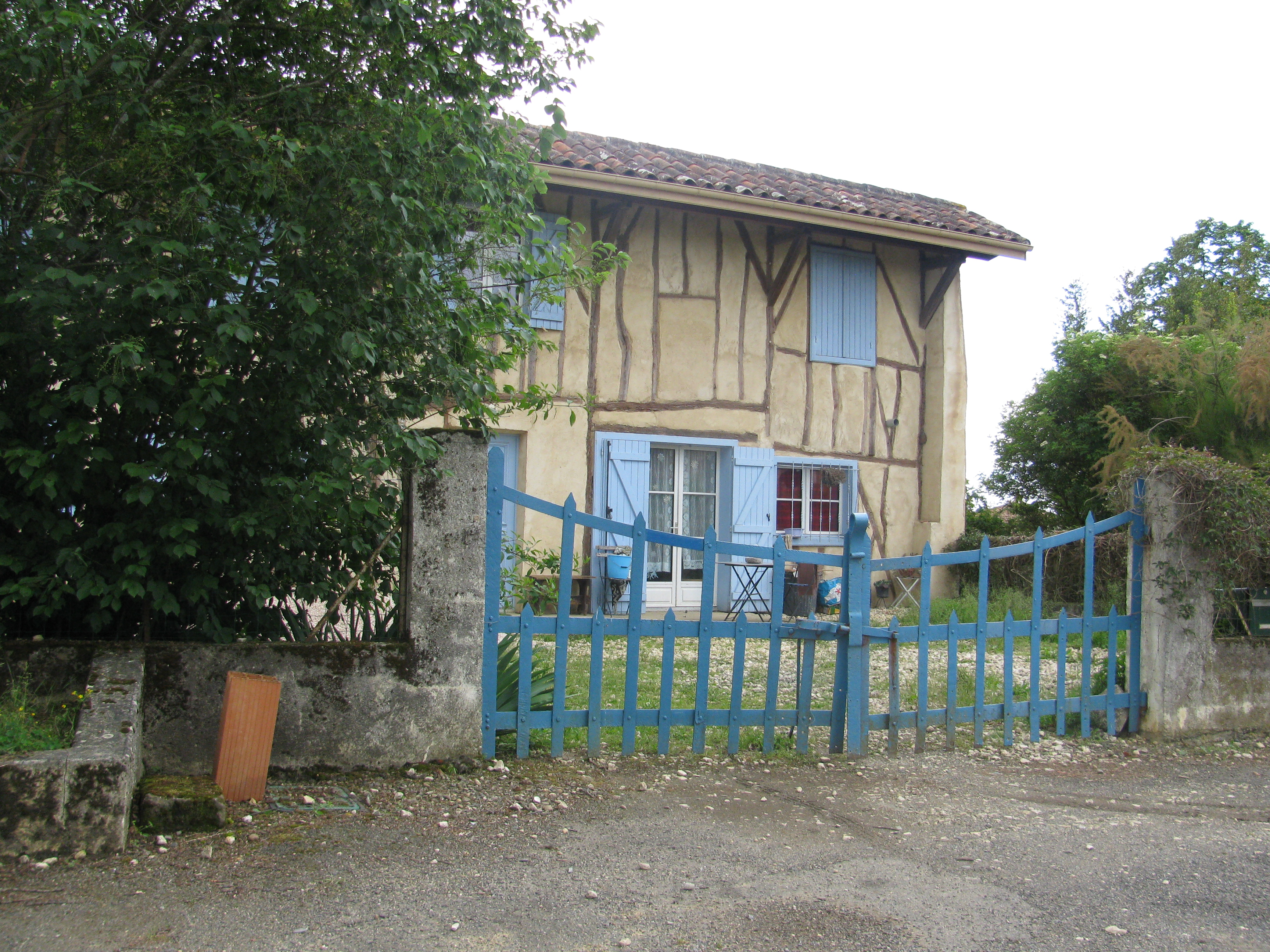
Maison à colombages
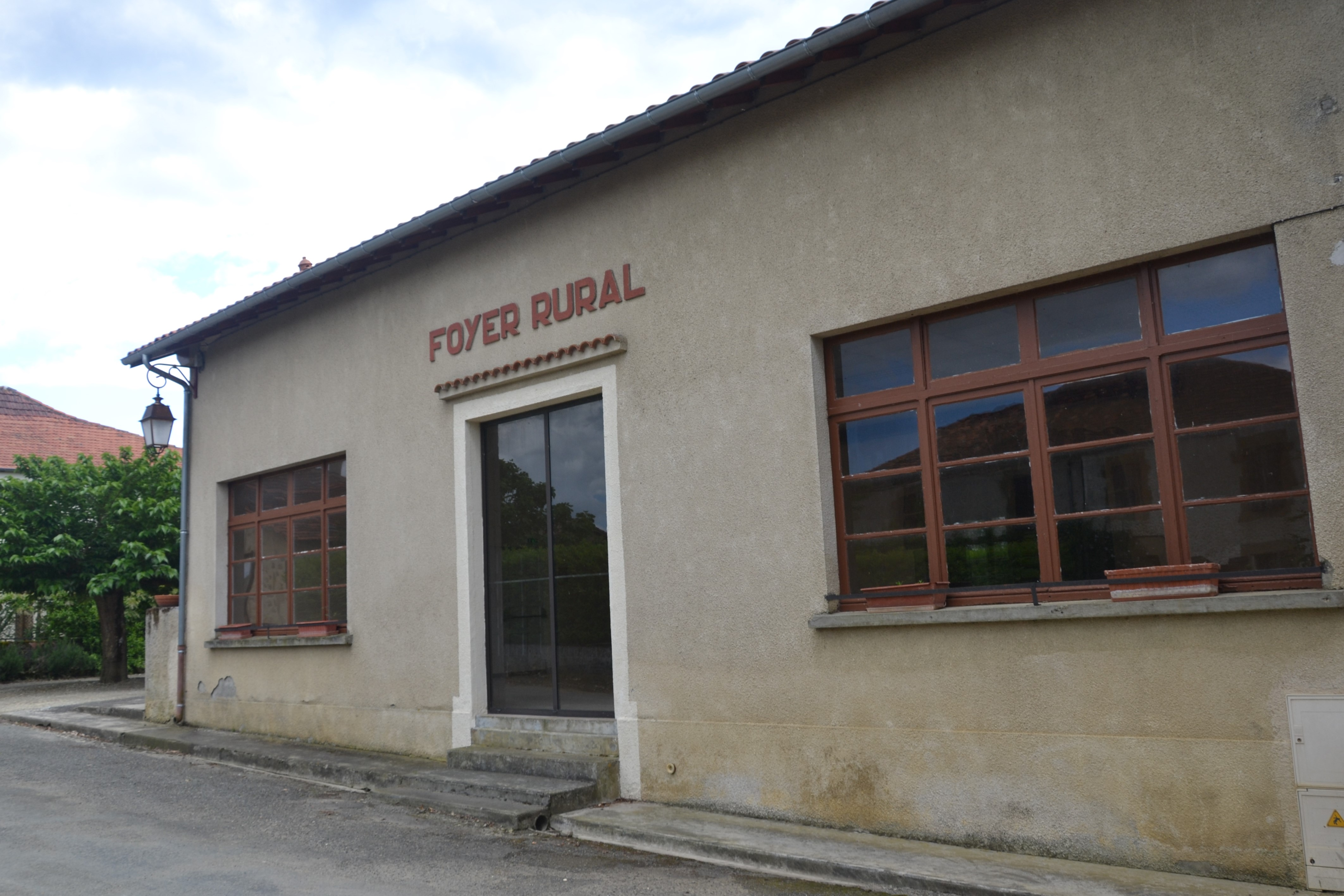
Le foyer rurale
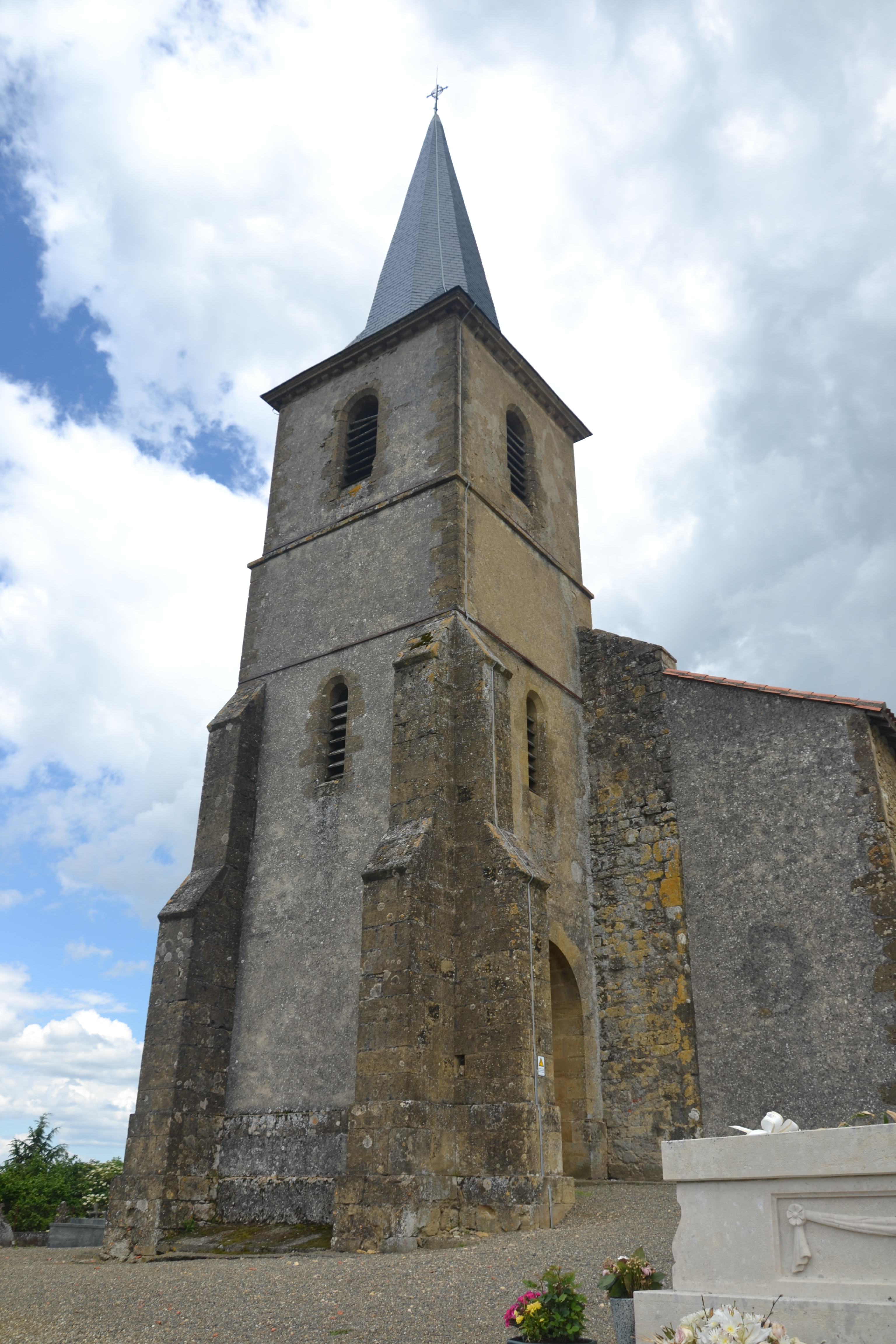
L'église Saint-André
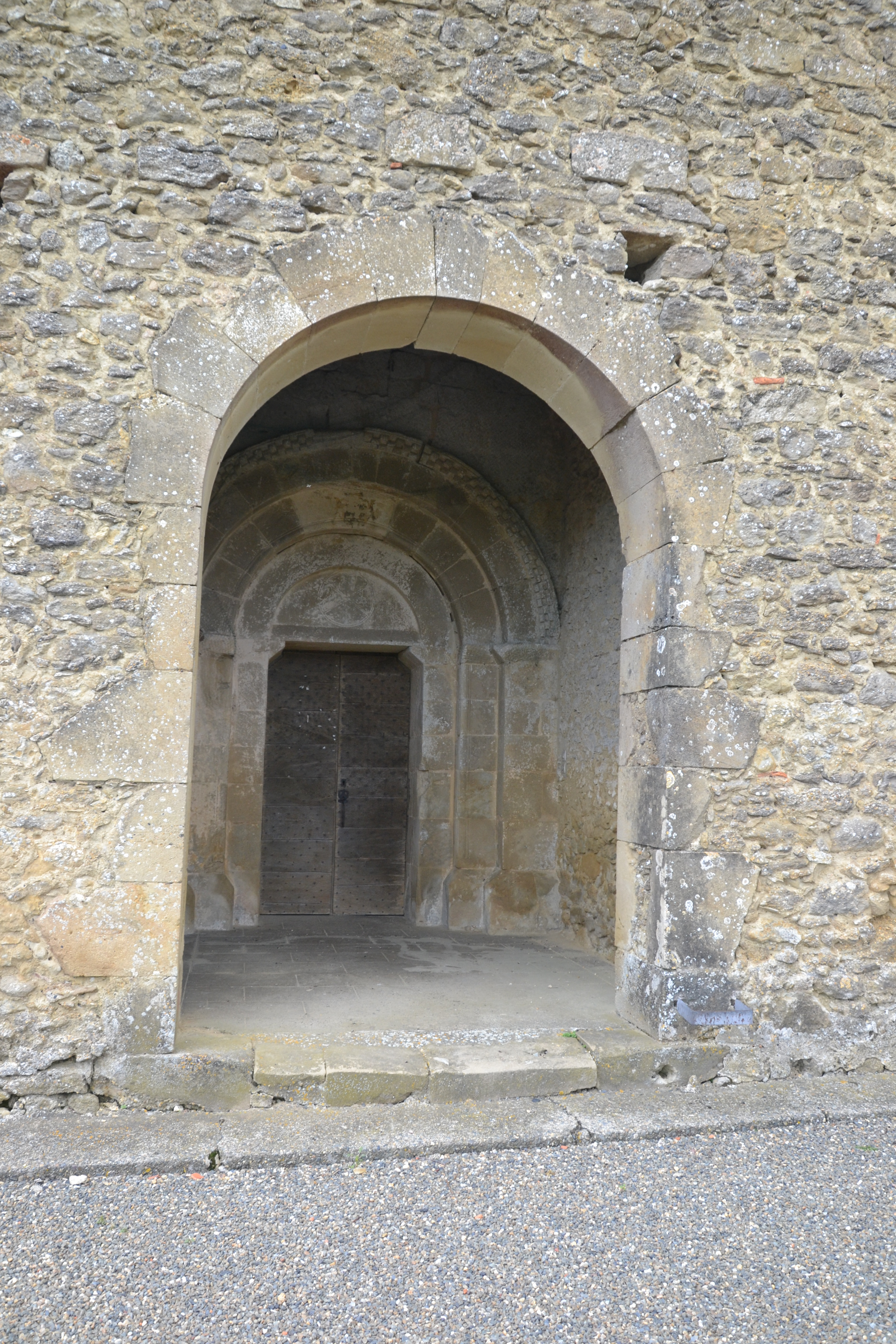
Le porche
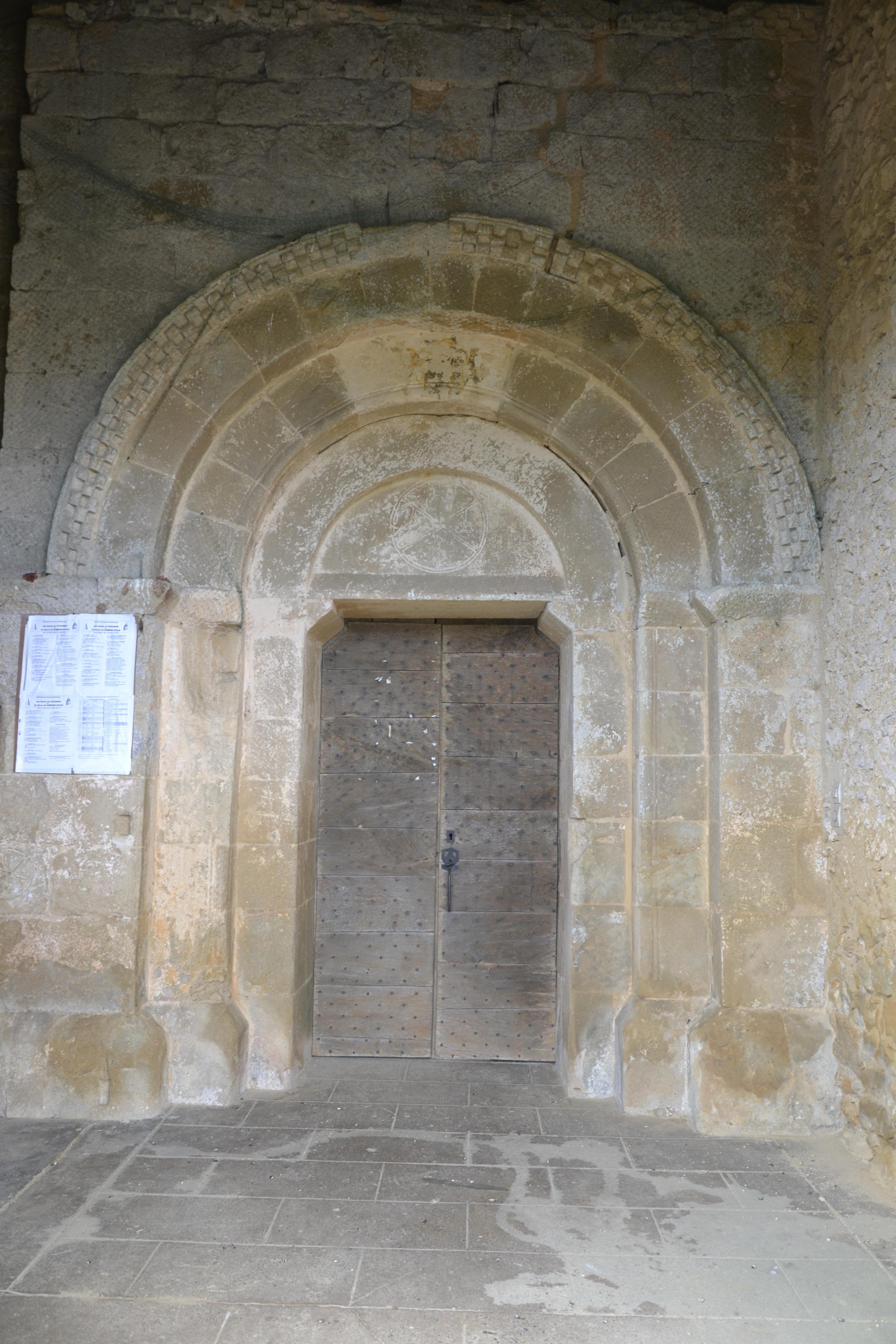
Le portail de l'église
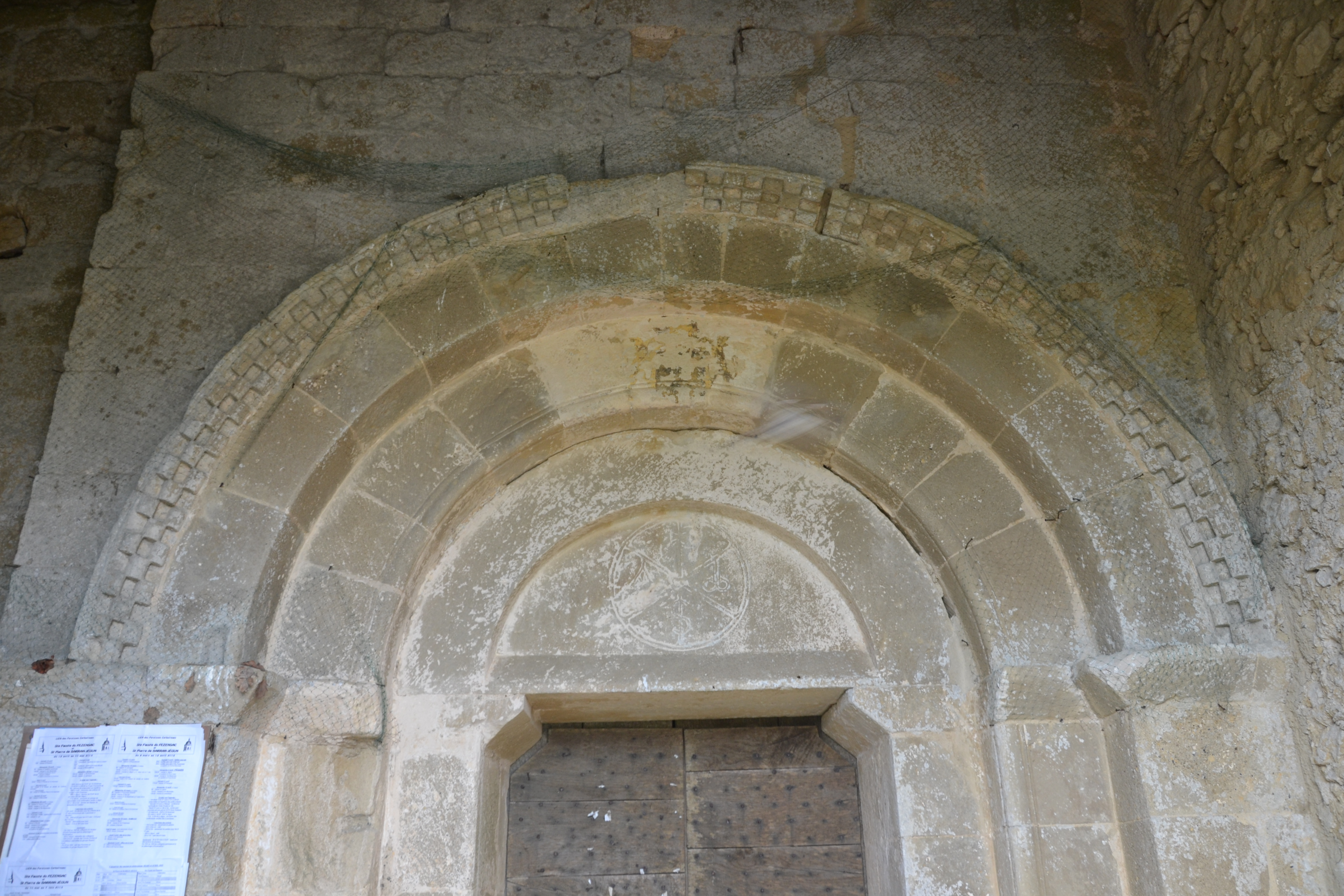
Le tympan
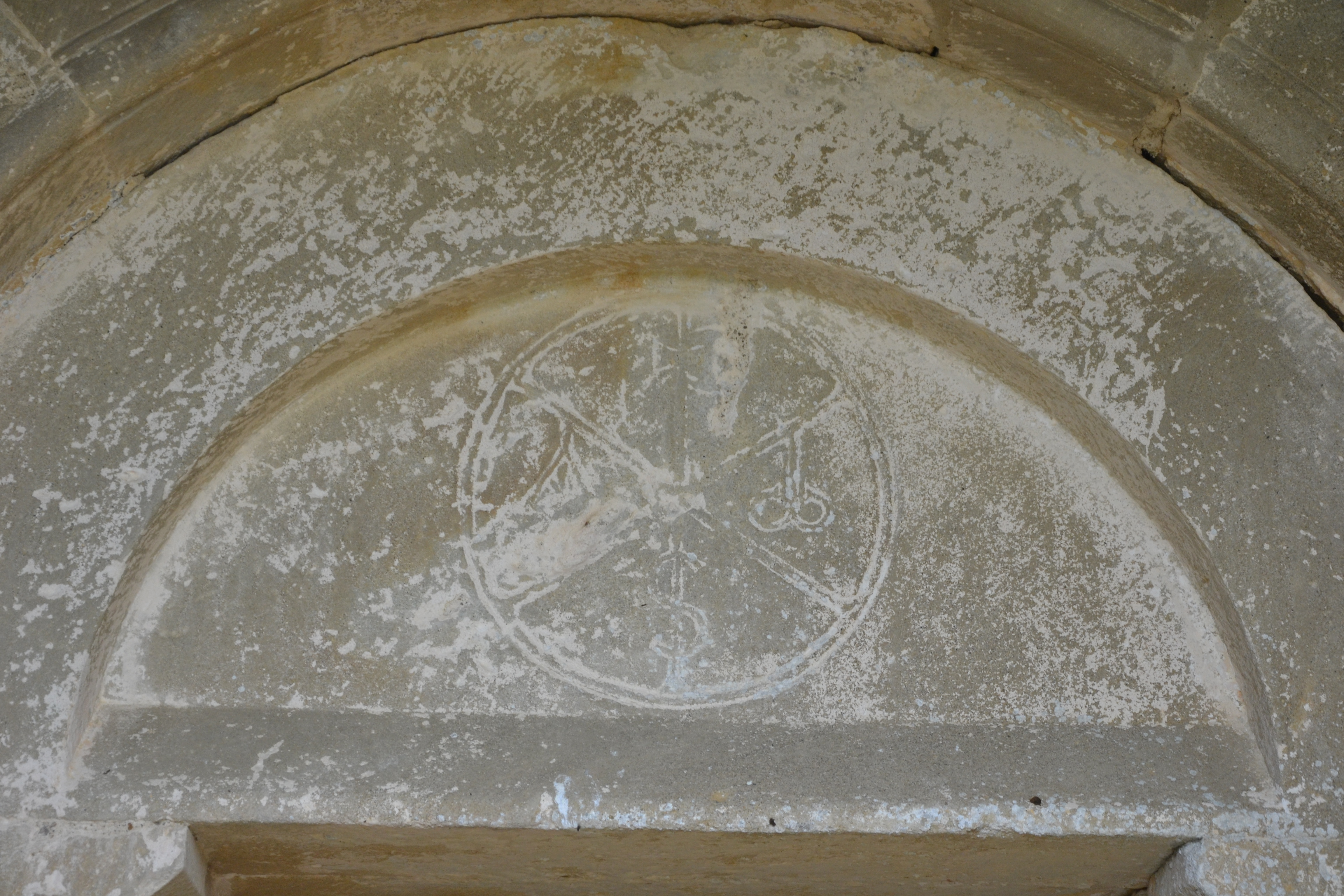
Sur le tympan est représenté un chrisme
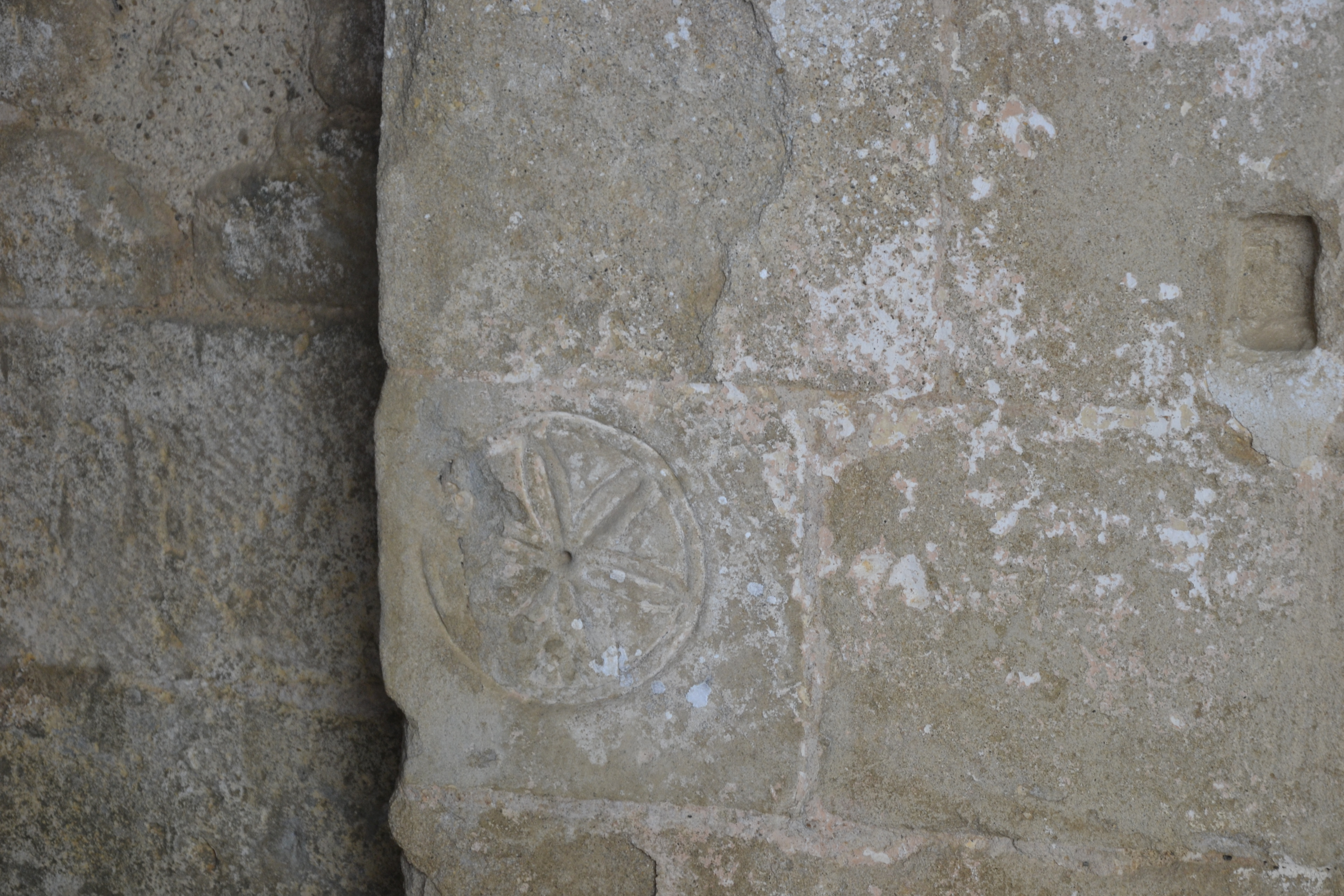
Une rosace